# Acta de la Independencia del Paraguay
El Acta de la Independencia del Paraguay fue el documento por el cual el Congreso Nacional Extraordinario de la República del Paraguay proclamó públicamente e inequívocamente su independencia el 25 de noviembre de 1842. Como el mismo prólogo del Acta lo anunciaba, la emancipación e independencia del Paraguay era ya un hecho "incontestable" a lo largo de "más de treinta años".
El Acta anunciaba la independencia del país "de todo poder extraño", pero en particular la declaraba respecto de la Confederación Argentina, cuyas autoridades se negaban —y se seguirían negando durante otros diez años— a reconocer la independencia del Paraguay.
Existe una intensa controversia histórica sobre la fecha en que la independencia del Paraguay habría sido proclamada: algunas versiones afirman que fue proclamada mucho tiempo antes, en 1811 o en 1813. No obstante, el único documento público en que el Paraguay proclamó al mundo en forma inequívoca su independencia fue el Acta de 1842.

## Antecedentes

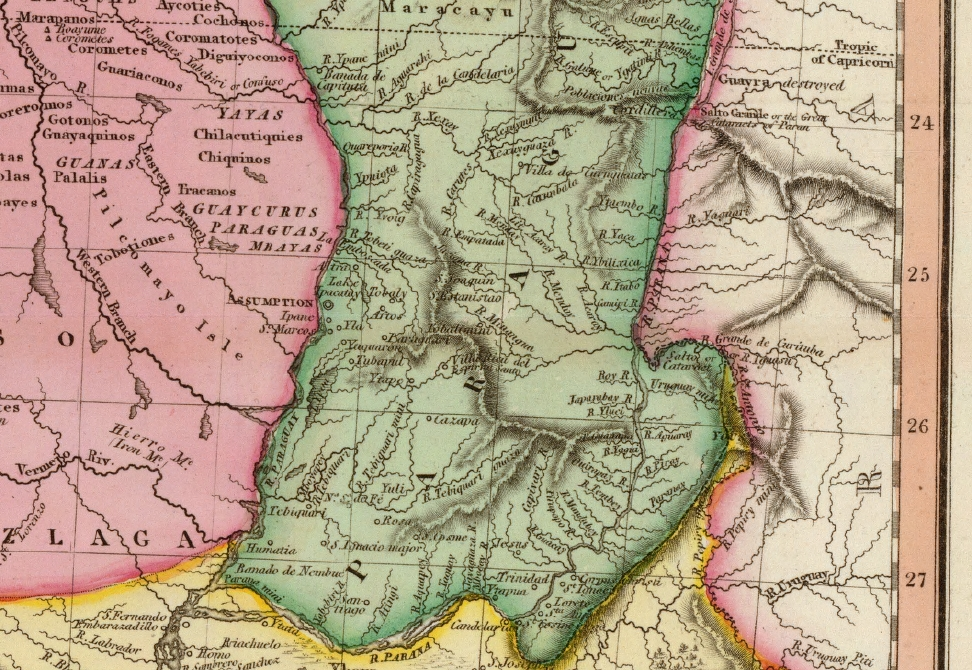
Mapa del Paraguay (1812).

A partir de la misma fecha de la Revolución de Mayo de Buenos Aires en 1810, en que el Virreinato del Río de la Plata inició de hecho su independencia, se inició también la disgregación territorial del mismo. De ese territorio se escindieron el Alto Perú, que se independizaría como República de Bolívar; la Banda Oriental, que sería más tarde el Estado Oriental del Uruguay; y la Intendencia del Paraguay, que se convertiría en la República de ese nombre.
Al estallar la Revolución de Mayo, la Primera Junta de Gobierno exigió acatamiento a todas las ciudades del territorio del Virreinato. A raíz de este reclamo, se reunió en Asunción del Paraguay una Asamblea de representantes de toda la Intendencia, que rechazó la exigencia y juró obediencia al Consejo de Regencia de España e Indias y al rey español Fernando VII, que estaba prisionero, y en cuyo nombre gobernaba el Consejo.
Diversas razones políticas y sociales explican ese rechazo, pero también se debió que los intereses económicos del Paraguay estaban siendo perjudicados por la política fiscal y aduanera de Buenos Aires.
En ningún momento la Provincia o Intendencia del Paraguay formó parte del estado surgido de la Revolución de Mayo, el cual gradualmente adoptaría el nombre de Provincias Unidas del Río de la Plata. Una campaña militar enviada desde Buenos Aires a someterla fue derrotada en dos batallas y obligada a abandonar territorio paraguayo.
La victoria sobre las tropas porteñas y el contacto con las ideas que las mismas llevaban —en particular su comandante Manuel Belgrano— alentaron los ideales independentistas en muchos paraguayos, en consonancia con el desagrado que había producido la incapacidad militar demostrada por el gobernador Bernardo de Velasco y con el temor a que el territorio fuera invadido por tropas portuguesas, invitadas por el propio gobernador. De modo que el día 15 de mayo de 1811 se produjo una revolución por la que se formó el primer gobierno paraguayo.
El nuevo gobierno convocó un Congreso nacional paraguayo, que proclamó

"No reconocer otro soberano que Fernando VII y sostener los derechos, libertad, defensa e indemnidad de esta provincia".

Esta declaración es interpretada por algunos autores como una declaración de independencia, lo que es válido respecto a las amenazas concretas que se cernían sobre el Paraguay: la Junta de Buenos Aires, las vecinas fuerzas portuguesas y el virrey Francisco Javier de Elío, asentado en Montevideo y árbitro de las comunicaciones fluviales y marítimas con el exterior. En cambio, no se declaraba la independencia respecto del rey de España, a quien se decía reconocer como soberano. Es posible que la llamada Farsa o Máscara de Fernando VII, esto es, el uso de la figura del rey cautivo como pantalla para ocultar intenciones independentistas, haya sido la razón de esta declaración; pero, en todo caso, no hubo declaración expresa de independencia absoluta.
Se formó también una Junta Provisional de Gobierno de la Provincia del Paraguay, que gobernaría –con muchas incidencias– algo más de dos años. Y en el mes de octubre se firmó un Tratado con la Junta de Buenos Aires, en que ambos gobiernos declaraban ser mutuamente independientes, mientras se proclamaba la voluntad de reunirse en una Confederación.
Dos años más tarde, el 12 de octubre de 1813, un nuevo Congreso paraguayo creó un nuevo sistema de gobierno, formando un Consulado de dos miembros, e introduciendo el nombre de República del Paraguay. El documento que creaba el Consulado es interpretado por muchos historiadores como una Proclamación de la República, extendiendo ese significado al de Proclamación de la Independencia, ya que se abandonaba toda mención al rey español. No obstante, otros autores señalan que no era ese el sentido que tenía el documento, sino apenas el de formar un nuevo sistema de gobierno y establecer un nombre oficial para el estado, sin abandonar tampoco el de “provincia”, que era repetido numerosas veces en el texto.
Existió aún una singular versión sobre la supuesta declaración de la independencia: en 1854, el entonces presidente Carlos Antonio López —que no había estado presente en el Congreso de 1813— afirmó en el discurso de inauguración del Congreso de ese año que 

"La independencia de nuestro país fue declarada y proclamada en el congreso reunido en octubre de 1813, pero por una negligencia inexplicable, ni se consignó esa declaración en un acto formal, ni se promulgó, ni se juró, ni se comunicó al exterior y quedó por consiguiente, desconocida y como si no existiese esa independencia."
Carlos Antonio López, Mensaje de Inauguración del Congreso, 14 de marzo de 1854.

A partir del inicio del Consulado, el hombre fuerte del gobierno paraguayo fue José Gaspar Rodríguez de Francia, un abogado decididamente partidario de la independencia absoluta del país y de un gobierno fuerte que precaviera a su pueblo de los efectos negativos de un sistema político débil. Al año siguiente, el propio Dr. Francia asumió como Dictador de la República, cargo que se haría vitalicio en 1816.
La dictadura de Francia viró rápidamente a una autocracia absoluta, caracterizada por el completo aislamiento del Paraguay respecto del mundo exterior y la falta casi absoluta de leyes escritas. Ningún congreso se reunió desde 1816 hasta la muerte del dictador, ocurrida casi 25 años más tarde; por esa razón, en el mismo período en que todos sus vecinos declaraban su independencia absoluta de España, el Paraguay no lo hizo.

## El Congreso de 1842
Tras la muerte de Dictador, dos sucesivas Juntas provisionales gobernaron el país hasta la reunión de un nuevo Congreso, que volvió a recrear el Consulado y nombró cónsules a Mariano Roque Alonso y Carlos Antonio López.
El 31 de julio de 1841, iniciando un giro aperturista en el gobierno, los cónsules firmaron dos tratados —uno de comercio y otro de límites, éste de carácter provisorio— con el gobierno de la provincia de Corrientes. Dado que ésta estaba gobernada por los unitarios, y que el gobernador de la provincia de Buenos Aires, Juan Manuel de Rosas, era el encargado de las relaciones exteriores de la Confederación Argentina, éste respondió rechazando el tratado. Para remarcar esa negativa, se pronunció enfáticamente en contra de reconocer la independencia del Paraguay, que ya había manifestado con anterioridad. De todos modos, Rosas no se apresuró a manifestar su oposición a la nueva política llevada adelante por el Consulado, conservando el optimismo de poder continuar con los nuevos gobernantes un modus vivendi como el que había mantenido con el Dr. Francia:

"La provincia del Paraguay, aunque está de hecho separada de nosotros por la influencia y caprichos de Francia, pertenece de derecho a la Confederación de la República y nosotros debemos por nuestra parte en cuanto podamos conducirnos con ella bajo de ese concepto, para que jamás se nos pueda disputar el derecho con argumentos tomados de nuestros propios y libres procedimientos."
Juan Manuel de Rosas a Estanislao López, 1837.

En respuesta a esta nueva amenaza, los cónsules convocaron a un nuevo Congreso, que se reunió el 25 de noviembre de 1842, presidido por el cónsul Carlos Antonio López. La reunión estuvo signada por la amenaza que constituía la actitud del gobierno de Rosas, el cual —a punto de aplastar toda resistencia interna en su país— parecía decidido a incorporar al Paraguay a la fuerza a la Confederación. Según la versión de aportada a Francia por George Gordon, enviado extraoficial del gobierno británico al Paraguay, Rosas había afirmado que existía un partido en el Paraguay que deseaba la incorporación de ese país a la Confederación Argentina.
En respuesta a esta situación, el mismo día de su instalación, el Congreso sancionó el Acta de la Independencia del Paraguay.
Pocos días más tarde, el mismo Congreso oficializó también la Bandera y el Escudo del Paraguay. También sancionó la libertad de vientres.

## Acta de la Declaración de la Independencia del Paraguay
En esta ciudad de la Asunción de la República del Paraguay a veinte y cinco de noviembre de mil ochocientos cuarenta y dos. Reunidos en Congreso General Extraordinario cuatrocientos diputados por convocatoria especial de los señores Cónsules que forman legalmente el Supremo Gobierno ciudadanos Carlos Antonio López y Mariano Roque Alonso usando de las facultades que nos competen, cumpliendo con nuestro deber, y con los constantes y decididos deseos de nuestros conciudadanos, y con los que nos animan en este acto."

Considerando:

Que nuestra emancipación e independencia es un hecho solemne e incontestable en el espacio de más de treinta años.

Que durante este largo tiempo y desde que la República del Paraguay se segregó con sus esfuerzos de la metrópoli española para siempre; también del mismo modo se separó de hecho de todo poder extranjero, queriendo desde entonces con voto uniforme pertenecer a sí misma; y formar como ha formado una nación libre e independiente bajo el sistema republicano sin que aparezca dato alguno que contradiga esta explícita declaración.

Que este derecho propio de todo estado libre sea reconocido a otras provincias de Sud América por la República Argentina, y no parece justo pensar que aquel se le desconozca a la República del Paraguay, que además de los justos títulos en que lo funda, la naturaleza lo ha prodigado sus dones para que sea una nación fuerte, populosa, fecunda en recursos, y en todos los ramos de industria y comercio.

Que tantos sufrimientos y privaciones anteriores consagrados con resignación a la independencia de nuestra República por salvarnos a la vez del abismo de la guerra civil, son también fuertes comprobantes de la indudable voluntad general de los pueblos de la República por su absoluta emancipación é independencia de todo dominio y poder extraño.

Que consecuente a estos principios y al voto general de la República para que nada falte a la base fundamental de nuestra existencia política confiados en la divina providencia declaramos solemnemente:

Primero: La República del Paraguay en el Río de la Plata es para siempre de hecho y de derecho una nación libre e independiente de todo poder extraño.

Segundo: Nunca jamás será el patrimonio de una persona, o de una familia.

Tercero: En lo sucesivo el Gobierno que fuese nombrado para presidir los destinos de la nación será juramentado en presencia del Congreso de defender y conservar la integridad é independencia del territorio de la República, sin cuyo requisito no tomará posesión del mando. Exceptuarse el actual Gobierno por haberlo ya prestado en el acta misma de su inauguración.

Cuarto: Los empleados militares, civiles y eclesiásticos serán juramentados al tenor de esta acta luego de su publicación.

Quinto: Ningún ciudadano podrá en adelante obtener empleo alguno sin prestar primero el juramento prevenido en el articulo anterior. 

Sexto: El Supremo Gobierno comunicará oficialmente esta solemne declaración a los Gobiernos circunvecinos y al de la Confederación Argentina dando cuenta al Soberano Congreso de su resultado.

Séptimo: Comuníquese al Poder Ejecutivo de la República para que la mande publicar en el territorio de la nación con la solemnidad posible, y la cumpla y haga cumplir como corresponde.

- Wikisource contiene obras originales de o sobre Acta de la Independencia del Paraguay.

## Reconocimiento de la Independencia
Por orden del Consulado, el 25 de diciembre de ese mismo año, la Independencia del Paraguay fue solemnemente jurada por las autoridades y toda la población del país, acto que se celebró simultáneamente en la capital y en cada villa y pueblo del Paraguay.
La proclamación de la Independencia fue notificada a los países vecinos del Paraguay: la Confederación Argentina, el Imperio del Brasil y la República de Bolivia. El primer gobierno en responder fue el argentino: el Encargado de las Relaciones Exteriores de la Confederación Argentina y Gobernador de la Provincia de Buenos Aires, Juan Manuel de Rosas, contestó el 26 de abril de 1843 al enviado paraguayo Andrés Gill que no podía reconocer ni desconocer esa independencia, dando como razón que su país estaba "en guerra con todo el mundo", aunque agregó a su negativa varias expresiones favorables al mantenimiento de la paz con el pueblo paraguayo.
El primer país que reconoció la independencia paraguaya fue la República de Bolivia, por una declaración formal de su gobierno fechada el 17 de junio de 1843.
Ese mismo año se establecieron relaciones diplomáticas permanentes entre el Brasil y el Paraguay. La intención de la diplomacia imperial era adelantar una alianza con el vecino país contra Juan Manuel de Rosas.
En marzo de 1844, un nuevo Congreso dictó una "Ley que establece la Administración Política de la República del Paraguay", que establecía un poder ejecutivo unipersonal, a cargo de un Presidente de la República, cargo que ejercería Carlos Antonio López durante los siguientes dieciocho años.
El Imperio del Brasil reconoció la independencia paraguaya por medio de un comunicado imperial, entregado en Asunción el 14 de septiembre de 1844. Sin embargo, no se formalizó alianza militar alguna, y aunque el Paraguay se enzarzaría en una guerra contra Rosas, lo haría aliado con el gobierno correntino, no con el imperial. Cuando ésta fracasó, López volvió a insistir en una política neutral respecto de la Argentina.
El reconocimiento por parte del gobierno argentino debió esperar a la caída del régimen de Juan Manuel de Rosas. A poco de derrocarlo, el general Justo José de Urquiza envió un representante plenipontenciario a Asunción, con la orden de reconocer la independencia paraguaya. La misma fue formalmente anunciada por medio de un "Tratado de límites, amistad, comercio y navegación entre Paraguay y la Confederación Argentina" firmado en Asunción el 15 de julio de 1852.
Faltaba aún el reconocimiento de la independencia paraguaya por su antigua metrópoli. Debido a diversas complicaciones, especialmente la práctica destrucción de la administración pública y el cuerpo diplomático paraguayo como resultado de la Guerra de la Triple Alianza, España no reconoció la independencia paraguaya hasta el 10 de septiembre de 1880.